# Jabhat Fateh al-Sham
Jabhat Fateh al-Sham (àrab: جبهة فتح الشام, Jabhat Fatḥ ax-Xām, lit. ‘Front per la Conquesta de Síria’), anteriorment anomenat Jabhat al-Nusra o Front al-Nusra (àrab: جبهة النصرة, Jabhat an-Nuṣra, lit. ‘Front de la Victòria’) és una organització gihadista salafista siriana.
Quan va esclatar en 2011 la Guerra Civil siriana, Ayman al-Zawahirí, el nou líder de l'organització, va fer una crida als gihadistes iraquians a participar en el conflicte, i Abu Bakr al-Baghdadi va enviar un petit nombre de combatents per construir una organització a un país en caos, i van establir bases d'operacions segures i ampliant l'organització per incloure Síria i l'Iraq. Els gihadistes iraquians, menys pressionats a l'Iraq per la sortida de les forces nord-americanes en 2011, l'any 2013 s'autodenominaren Estat Islàmic de l'Iraq i el Llevant per reflectir la seva nova i més àmplia orientació. Al-Zawahirí volia establir un grup propi a Síria liderat per sirians per donar-li una cara local i pels dubtes sobre la lleialtat i la saviesa d'al-Baghdadi, creant el 2021 Jabhat al-Nusra.
El grup està format per mujahidins islamistes sunnites i el seu objectiu és enderrocar el govern de Baixar al-Àssad per crear un estat pan-islàmic sota la xària (el codi moral i Llei religiosa de l'islam) i arribar a instaurar un califat. El seu objectiu es animar a tots els sirians per tal que prenguin part en el gihad contra el govern de Baixar al-Àssad.
En una entrevista amb un diari dels Emirats Àrabs Units, Abu Ahmed, un home que es va identificar com el comandant militar del Front Al-Nusra en la Governació d'Al-Hasakah, va indicar que els objectius de l'organització eren deposar Baixar al-Àssad, i establir un estat governat per la xària.
L'alcohol, el tabac i l'entreteniment considerat immoral serien prohibits, però les regles serien introduïdes gradualment. Diversos membres del grup han estat acusats d'atacar creients religiosos no sunnites a Síria, incloent a persones de confessió alauita. El reporter del The New York Times, CJ Chivers, citant "alguns analistes i diplomàtics", assenyala que el Front al-Nusra, (i també l'Estat Islàmic de l'Iraq i el Llevant), "semblen menys centrats a derrocar" el govern d'Al-Assad, i estan més interessats a "establir una zona d'influència que abasta la província iraquiana d'Al-Anbar, i les àrees orientals desèrtiques de Síria, establint eventualment un territori islàmic sota la seva administració."
Membres del grup s'han referit als Estats Units d'Amèrica, i a l'estat sionista d'Israel com a enemics de l'islam, i han advertit sobre la intervenció occidental a Síria. Els membres sirians del grup asseguren que només estan lluitant contra el govern d'Al-Assad i no volen atacar als estats d'Occident. Els Estats Units d'Amèrica han acusat al grup d'estar afiliat amb Al-Qaida a l'Iraq. El govern de Turquia ha designat aquest moviment com a grup terrorista.
El Front al-Nusra es va dissoldre el 28 de juliol deixant pas a una nova organització islamista, sense un lligam directe amb Al-Qaida, amb el nom de Jabhat Fateh al-Sham (Front per la Conquesta de Síria). Estats Units, Rússia i l'ONU segueixen considerant aquesta nova organització com a "terrorista".